# Nuoto ai Giochi della VII Olimpiade - 400 metri rana maschili
La gara dei 400 metri rana maschili di Giochi di Anversa 1920 si svolse dal 22 al 25 agosto con la partecipazione di 20 atleti provenienti da 10 nazioni.
I 400 rana fecero parte del programma olimpico per l'ultima volta. L'ultimo oro della storia venne vinto dallo svedese Håkan Malmrot davanti al connazionale Thor Henning, già argento otto anni prima a Stoccolma 2012, e al finlandese Arvo Aaltonen.

## Primo turno
- Batteria 1

| Pos. | Atleta           | Nazione       | Tempo  | Note |
| ---- | ---------------- | ------------- | ------ | ---- |
| 1    | Thor Henning     | Svezia        | 6'46"2 | Q    |
| 2    | Lucien Lebaillif | Francia       | 7'12"2 | Q    |
| 3    | Mike McDermott   | Stati Uniti   | 7'12"8 | Q    |
| 4    | Rex Lassam       | Gran Bretagna | ?      |      |
| -    | Sydney Gooday    | Canada        | -      | DNF  |

- Batteria 2

| Pos. | Atleta           | Nazione     | Tempo  | Note |
| ---- | ---------------- | ----------- | ------ | ---- |
| 1    | Håkan Malmrot    | Svezia      | 6'49"0 | Q    |
| 2    | Arvo Aaltonen    | Finlandia   | 6'50"0 | Q    |
| 3    | Félicien Courbet | Belgio      | 7'20"0 |      |
| 4    | Charles Quinby   | Stati Uniti | ?      |      |
| -    | Luis Balcells    | Spagna      | -      | DNF  |

- Batteria 3

| Pos. | Atleta           | Nazione       | Tempo  | Note |
| ---- | ---------------- | ------------- | ------ | ---- |
| 1    | Jack Howell      | Stati Uniti   | 6'57"0 | Q    |
| 2    | Per Cederblom    | Svezia        | 7'14"0 | Q    |
| 3    | George Robertson | Gran Bretagna | 7'28"0 |      |
| 4    | Émile Arbogast   | Francia       | ?      |      |
| 5    | Édouard Henry    | Belgio        | ?      |      |

- Batteria 4

| Pos. | Atleta             | Nazione        | Tempo  | Note |
| ---- | ------------------ | -------------- | ------ | ---- |
| 1    | Olle Dickson       | Svezia         | 7'12"0 | Q    |
| 2    | Henri Demiéville   | Svizzera       | 7'12"4 | Q    |
| 3    | Stephen Ruddy      | Stati Uniti    | 7'13"0 |      |
| 4    | Édouard Van Haelen | Belgio         | ?      |      |
| 5    | Eduard Stibor      | Cecoslovacchia | ?      |      |

## Semifinali
- Batteria 1

| Pos. | Atleta           | Nazione     | Tempo  | Note |
| ---- | ---------------- | ----------- | ------ | ---- |
| 1    | Håkan Malmrot    | Svezia      | 6'44"8 | Q    |
| 2    | Per Cederblom    | Svezia      | 7'05"6 | Q    |
| 3    | Mike McDermott   | Stati Uniti | 7'13"2 |      |
| 4    | Henri Demiéville | Svizzera    | ?      |      |

- Batteria 2

| Pos. | Atleta           | Nazione     | Tempo  | Note |
| ---- | ---------------- | ----------- | ------ | ---- |
| 1    | Thor Henning     | Svezia      | 6'45"0 | Q    |
| 1    | Arvo Aaltonen    | Finlandia   | 6'45"0 | Q    |
| 3    | Jack Howell      | Stati Uniti | 6'51"4 | Q    |
| 4    | Olle Dickson     | Svezia      | 6'59"0 |      |
| 5    | Lucien Lebaillif | Francia     | ?      |      |

## Finale
| Pos.    | Atleta        | Nazione     | Tempo  | Note |
| ------- | ------------- | ----------- | ------ | ---- |
| Oro     | Håkan Malmrot | Svezia      | 6'31"8 |      |
| Argento | Thor Henning  | Svezia      | 6'45"2 |      |
| Bronzo  | Arvo Aaltonen | Finlandia   | 6'48"0 |      |
| 4       | Jack Howel    | Stati Uniti | 6'51"0 |      |
| 5       | Per Cederblom | Svezia      | ?      |      |